# Суматранские языки
Суматранские языки (также встречается название раннесуматранские) — группа языков, входящая в состав австронезийской семьи.
В состав данной группы входят пять подгрупп:
- батакские языки
- гайо
- энггано[1]
- ментаваи
- северные: сикуле[англ.] и сималурский язык

Включение языка энггано порой оспаривается; некоторые исследователи полагают, что он является изолированным (а сходство с автронезийскими языками объясняется наличием заимствований). В таком случае, суматранская группа делится только на четыре ветви. Однако, в то же время некоторыми (в частности, Старостиным и Бурлак) в состав группы включается язык лом на правах ещё одной подгруппы.